# 長野県道291号新田松本線
長野県道291号新田松本線（ながのけんどう291ごう しんでんまつもとせん）は、長野県東筑摩郡朝日村大字小野沢字新田の長野県道292号御馬越塩尻停車場線交点から松本市島立の国道158号交点までを結ぶ一般県道。

## 重複区間
- 長野県道25号塩尻鍋割穂高線（山形村、上大池交差点・記念碑前交差点間）

## 地理
田園地帯の中を走る。
- 朝日村役場
- 山形村役場
- アイシティ21
- 松本市立高綱中学校

### 通過する自治体
- 長野県
  - 東筑摩郡朝日村 - 東筑摩郡山形村 - 松本市

### 交差する道路
- 長野県道292号御馬越塩尻停車場線（朝日村大字小野沢字新田＝新田交差点、起点）
- 長野県道25号塩尻鍋割穂高線（山形村、中大池交差点・記念碑前交差点間）
- 長野県道449号上竹田波田線（山形村＝記念碑前交差点）
- 長野県道48号松本環状高家線（松本市和田＝南和田交差点）
- 国道158号（松本市島立＝町区東交差点、終点）